# Port lotniczy Gwatemala-La Aurora
Port lotniczy Gwatemala-La Aurora (Aeropuerto Internacional La Aurora) (IATA: GUA, ICAO: MGGT) – międzynarodowy port lotniczy położony 6 km na południe od centrum Gwatemali. Jest największym portem lotniczym w Gwatemali.
Port lotniczy Gwatemala-La Aurora jest w trakcie okresu modernizacji i prac rozwojowych. Lotnisko jest obecnie w stanie przyjąć większą liczbę lotów i większych samolotów. Zapewnia wysoki standard usług dla turystów. Stary terminal został odnowiony zgodnie z jego pierwotnym projektem. Został on częściowo rozebrany i został rozbudowany o nowy, szklany pirs na północy i jest w stanie pomieścić do dwudziestu dwóch samolotów. Większa część projektu została zakończona w grudniu 2008 roku. Lotnisko obecnie posiada dwa terminale: Centralny i Północny.
Port lotniczy jest czwartym co do wielkości lotniskiem w Ameryce Środkowej pod względem ruchu pasażerskiego, ustępuje tylko Tocumen w Panamie, Juan Santamaria w Kostaryce i Comalapa w Salwadorze. W czerwcu 2007 roku lotnisko uzyskało certyfikat kategorii I przez FAA.

## Linie lotnicze i połączenia
- Aeroméxico (Meksyk)
- American Airlines (Dallas/Fort Worth, Miami)
- Continental Airlines (Houston-Intercontinental, Newark)
- Copa Airlines (Managua, Panama, San José)
- Copa Airlines obsługiwane przez Copa Airlines Colombia (Bogotá, Panama, San José)
- Delta Air Lines (Atlanta, Los Angeles)
- Iberia (Madryt, San Salvador)
- Interjet (Meksyk)
- Spirit Airlines (Fort Lauderdale)
- TACA (Cancun, Chicago-O’Hare, Flores, Los Angeles, Meksyk, Miami, Orlando, San José, San Pedro Sula, San Salvador, Tegucigalpa)
- Transportes Aéreos Guatemaltecos (Flores)

### Cargo
- ABX Air (Guadalajara, Huatulco, Miami, Ohio, San Jose)
- Aero Ruta Maya (Copán, Palenque, Quirigua, Roatan, Tikal)
- Amerijet International (Miami)
- DHL / DHL Aero Expreso (Miami, Panama)
- DHL De Guatemala (Mekyk, Miami, Panama, San José, San Pedro Sula, San Salvador, Tegucigalpa)
- FedEx Express (Memphis)
- Florida West International Airways (Miami)
- LAN Cargo (Miami)
- MasAir (Meksyk)
- UPS (Atlanta, Miami)

## Statystyki
| Miejsce | Miasto                 | Pasażerów | Przewoźnicy                               |
| ------- | ---------------------- | --------- | ----------------------------------------- |
| 1       | Miami, USA             | 233 840   | American Airlines, Taca                   |
| 2       | Houston, USA           | 198 480   | Continental Airlines                      |
| 3       | Panama, Panama         | 183 060   | Copa Airlines                             |
| 4       | Los Angeles, USA       | 175 600   | Delta Air Lines, Taca/Lacsa               |
| 5       | Meksyk, Meksyk         | 164 420   | Mexicana, Lacsa                           |
| 6       | San Jose, Kostaryka    | 160 260   | Aerorepublica, Copa Airlines, Taca, Lacsa |
| 7       | San Salvador, Salwador | 159 220   | Taca, Lacsa                               |
| 8       | Madryt, Hiszpania      | 108 180   | Iberia                                    |
| 9       | Atlanta, USA           | 102 800   | Delta Air Lines                           |
| 10      | Managua, Nikaragua     | 99 160    | Copa Airlines, Taca                       |
| 11      | Flores, Peten          | 81 960    | Aviateca, TAG                             |
| 12      | Dallas, USA            | 80 980    | American Airlines                         |
| 13      | Chicago, USA           | 76 905    | Taca                                      |
| 14      | Cancun, Meksyk         | 61 756    | Mexicana Link, Aviateca                   |
| 15      | Tegucigalpa, Honduras  | 55 480    | Aviateca, Isleña                          |